# Bacheha-Ye aseman
Bacheha-Ye aseman (bra: Filhos do Paraíso; em persa: بچه‌های آسمان) é um filme iraniano de 1998, do gênero comédia dramática, escrito e dirigido por Majid Majidi.

## Sinopse
Ali é um garoto de 9 anos que perde os sapatos que sua irmã lhe emprestara. Para que seus pais não fiquem zangados, passam a revezar o uso dos sapatos de Ali para ir à escola.

## Prêmios e indicações
Óscar 1999
- Indicado
  - Oscar de melhor filme estrangeiro[2]